# Shattered (canción)
«Shattered» —en español: «Hecho pedazos»— es una canción del grupo de rock británico The Rolling Stones, escrita por Mick Jagger y Keith Richards en 1978, para su álbum del mismo año, Some Girls. La canción es una reflexión del estilo de vida de los años 1970 en Nueva York, pero también fue en gran parte influenciado por el punk rock británico que estaba surgiendo en la época. También es la pista número 8 del álbum, donde aparece con una duración inferior a la original.
Ésta fue lanzada como sencillo el 29 de noviembre de 1978, como cuarto y último sencillo del álbum antes mencionado.

## Composición y grabación
La canción fue grabada entre el 10 de octubre y el 21 de diciembre de 1977 y del 5 de enero al 2 de marzo de 1978, en los estudios Pathé Marconi en París, Francia. La canción fue producida por The Glimmer Twins (seudónimo que utilizan Jagger y Richards). El ingeniero de sonido a cargo de las sesiones fue Chris Kimsey.
Contiene letras escritas por Mick Jagger y los riffs de guitarra hechos por Keith Richards . En una entrevista con la revista Rolling Stone, Jagger comentó que escribió la letra en un taxi de Nueva York. La mayoría del trabajo de Richards con la guitarra es un riff básico rítmico con diferentes tonos. Debido a la ausencia del bajista Bill Wyman, el bajo fue interpretado por Ron Wood.

## Lanzamiento y recepción
«Shattered» fue lanzado como sencillo en los Estados Unidos con la carátula del ilustrador Hubert Kretzschmar, y logró llegar en 1979 a la posición 31 en el Billboard Hot 100. Los Rolling Stones interpretaron la canción en directo para un episodio de Saturday Night Live.
Una versión en vivo fue grabada durante el American Tour 1981 y lanzada en el álbum en vivo Still Life, de 1982. Una segunda versión, grabada durante su gira mundial A Bigger Bang Tour, aparece en Shine a Light. Fue incluida como la canción de apertura del disco recopilatorio Sucking in the Seventies. También han sido incluidos en Forty Licks y GRRR!.
En la versión magazín de Some Girls presenta una versión editada de «Shattered» de 2:45 minutos de duración, con una introducción acortada y un quiebre de guitarra. Una versión instrumental circula entre los coleccionistas.
Durante una campaña para recaudar fondos en 2013, Eddie Vedder tocó la guitarra mientras que Jeanne Tripplehorn cantó «Shattered» haciendo una impresión de Julie Andrews.

## Personal
Acreditados:
- Mick Jagger: voz, coros.
- Ron Wood: guitarra eléctrica, pedel steel, bajo, batería, coros.
- Keith Richards: guitarra eléctrica, coros.
- Charlie Watts: batería.
- Simon Kirke: congas.
- Ian Stewart: piano.
- Ian McLagan: órgano.

## Posicionamiento en las listas
| Lista                              | Mejor posición |
| ---------------------------------- | -------------- |
| Estados Unidos (Billboard Hot 100) | 31             |